# Georges Méliès
Marie Georges Jean  Méliès (8. prosince 1861 Paříž – 21. ledna 1938 Paříž) byl francouzský filmový režisér a průkopník kinematografie.

## Život
Georges Méliès se narodil do bohaté rodiny majitele obuvnické firmy. Po vystudování lycea a roku vojenské služby nastoupil v továrně svého otce i přes to, že měl vlohy pro malířství. Během pobytu v Anglii v roce 1884 jej zaujalo eskamotérství. V roce 1885 se oženil s Eugénií Geninovou, získal podíl na jmění rodiny a založil firmu na výrobu pomůcek pro eskamotéry a kouzelníky. V roce 1888 zakoupil divadlo od vdovy po známém iluzionistovi Robertu Houdinovi včetně vybavení. Sám vymyslel několik  iluzionistických představení, v nichž vystupovali známí kouzelníci. Na konci promítal  pomocí laterny magiky vlastní obrázky (fotografie na skleněných deskách). Představení si získala velkou popularitu díky jeho vynalézavému duchu, smyslu pro poezii a estetice. V roce 1891 Méliès založil Akademii kouzelníků (Académie de Prestidigitation), která se v roce 1893 stala Unií iluzionistů Francie. V roce 1904 byl ustaven Syndikát kouzelníků (Chambre syndicale de la prestidigitation) a Méliès byl třicet let jeho prezidentem. 

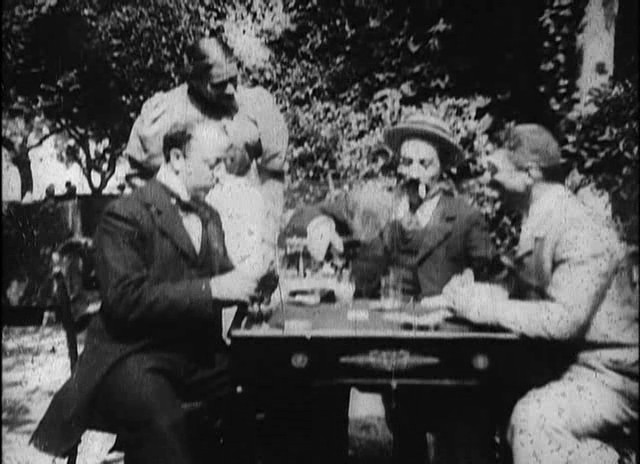
Partie karet (1896)

28. prosince 1895 navštívil první promítání kinematografu bratří Lumièrů. Toto představení ho nadchlo natolik, že se jejich promítací stroj pokusil neúspěšně koupit. Obrátil se na svého londýnského přítele, vynálezce a prvního britského režiséra Roberta W. Paula, který mu poskytl přerušovaný mechanismus (bioskop), s nímž v roce 1896 natočil svůj první film Une partie de cartes (Partie karet), repliku stejného námětu režírovaného Louisem Lumièrem. Provedl mnohá vlastní vylepšení a začal promítat své první krátké filmy. Založil vlastní  produkční firmu Star Film a v roce 1897 vytvořil ve svém domě v Montreuil první filmový ateliér na světě. Do roku 1908 natočil podle vlastních scénářů přibližně 450 filmů. Filmy promítal ve svém divadle, ale prodával je i majitelům pojízdných kin a anglických varietních scén. Jeho mistrovským dílem byla Korunovace krále Edwarda VII., film, který byl představen dvoru Spojeného království v roce 1902. Podle Georgese Sadoula, filmového historika, vytvořil během svého života celkem 1539 filmů, z nichž se do dnešních dob zachovala necelá stovka. Většinou šlo o krátké snímky do 10 minut. Jeho první velký film Dreyfusova aféra (1899) trval 10 minut a je rekonstrukcí známé politické události. Film Cesta na Měsíc (1902), s řadou fotografických iluzí a technických inovací měl výjimečnou délku 16 minut a zájem o něj projevili i ve Spojených státech. V roce 1903 Méliès otevřel v New Yorku s pomocí bratra Gastona pobočku Star Film, která měla organizovat a kontrolovat distribuci a hájit zájmy firmy.
Nedokázal však zachytit rychlý vývoj filmového průmyslu a nestačil konkurovat nově vznikajícím filmovým společnostem. V roce 1911 se výhradním distributorem  produkce Star Film stala společnost Pathé. Méliès ukončil veškerou kinematografickou činnost v roce 1913. V květnu téhož roku ztratil svou ženu a zůstal sám se svými dvěma dětmi. Ocitl se v tíživé finanční situaci, protože v roce 1914 po vyhlášení války bylo uzavřeno i jeho divadlo v Paříži. Od roku 1915 do roku 1923 Méliès s pomocí své rodiny uspořádal mnoho představení v jednom ze svých dvou filmových studií, které pro tuto příležitost přeměnil na divadlo. Aby splatil své dluhy, musel  společnosti Pathé prodat veškerý majetek a opustit Montreuil. Mnoho jeho filmů bylo zničeno. 

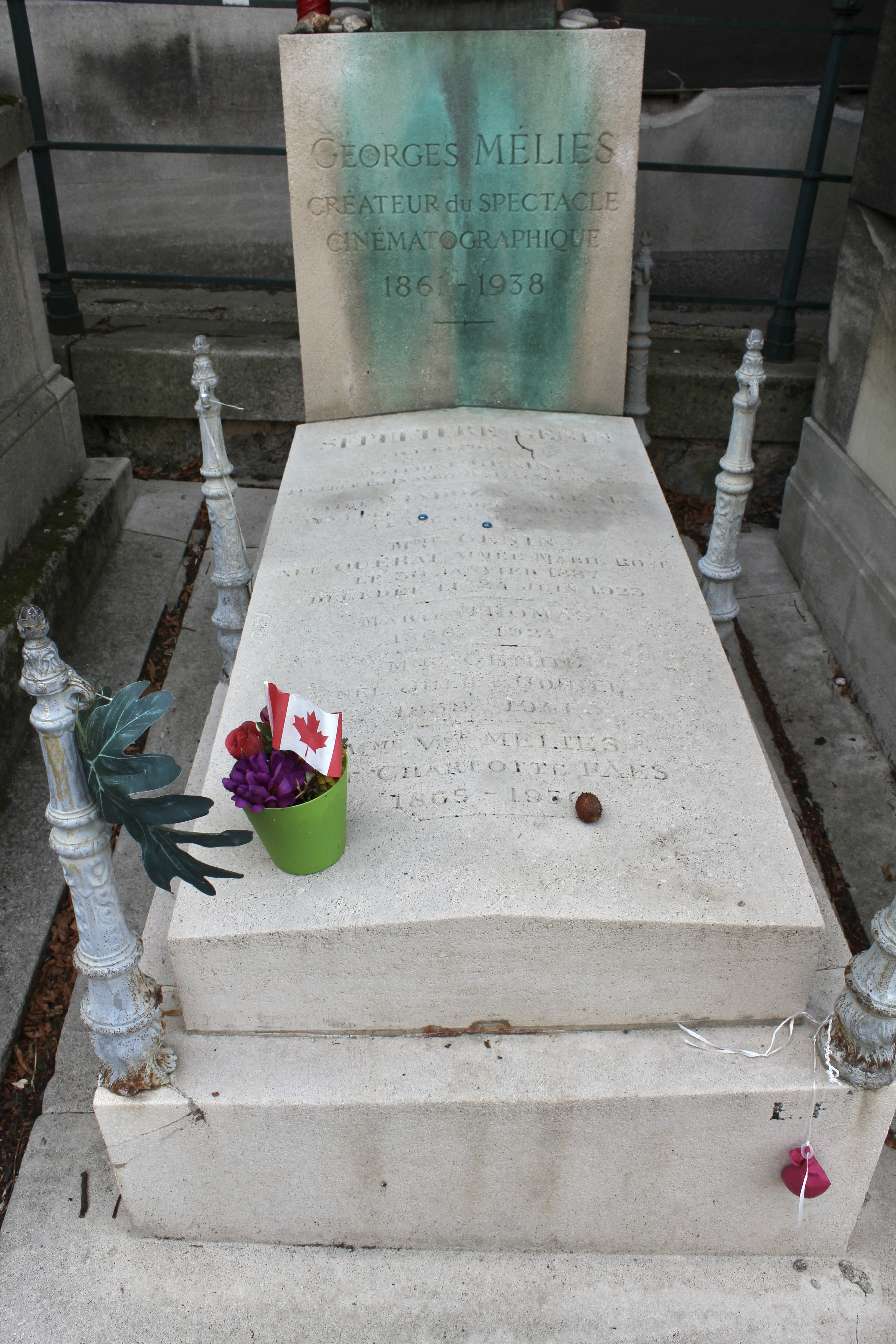
Méliesův hrob na hřbitově Père-Lachaise

V tíživé situaci mu pomoc nabídla dávná přítelkyně Jehanne d'Alcy, bývalá herečka z divadla Roberta Houdina, která provozovala krámek s hračkami a cukrovinkami na nádraží Montparnasse. V roce 1925 se vzali a Méliès se stal prodavačem. V roce 1931 byl vyznamenán Řádem čestné legie. Od roku 1932 žil v domově důchodců v Orly. Méliès zemřel na rakovinu 21. ledna 1938 v nemocnici Léopolda Bellana v Paříži. Je pohřben na hřbitově Père-Lachaise.
Později byly některé z jeho filmů restaurovány buď z původních negativů, nebo nelegálních kopií z iniciativy Mélièsovy vnučky Madeleine Malthête-Mélièsové. Jeho rodina založila v roce 1961 sdružení Cinémathèque Méliès – Les Amis de Georges Méliès.

## Filmové triky
Stal se světoznámým používáním nejrůznějších filmových triků. Celou řadu z nich sám vymyslel nebo objevil (například níže zmíněný stop trik). Bratři Auguste a Louis Lumièrové brali kinematografii pouze jako technický vynález, který nemá žádnou velkou budoucnost. On sám byl zcela opačného názoru, dobře si uvědomoval potenciál kinematografie. Jelikož měl divadelní a kouzelnické zkušenosti, rozhodl se je využít i při natáčení filmů. Proto jsou jeho filmy postaveny především na tricích, hlavně na stop triku. Používal i celou řadu dalších, jako je třeba dvojexpozice. Ve svém studiu měl postaveny kulisy, využíval kostýmů či kouřových efektů a snažil se tak využít divadelních technik v co největší míře. Vyvinul také proces ručního kolorování svých filmů. 

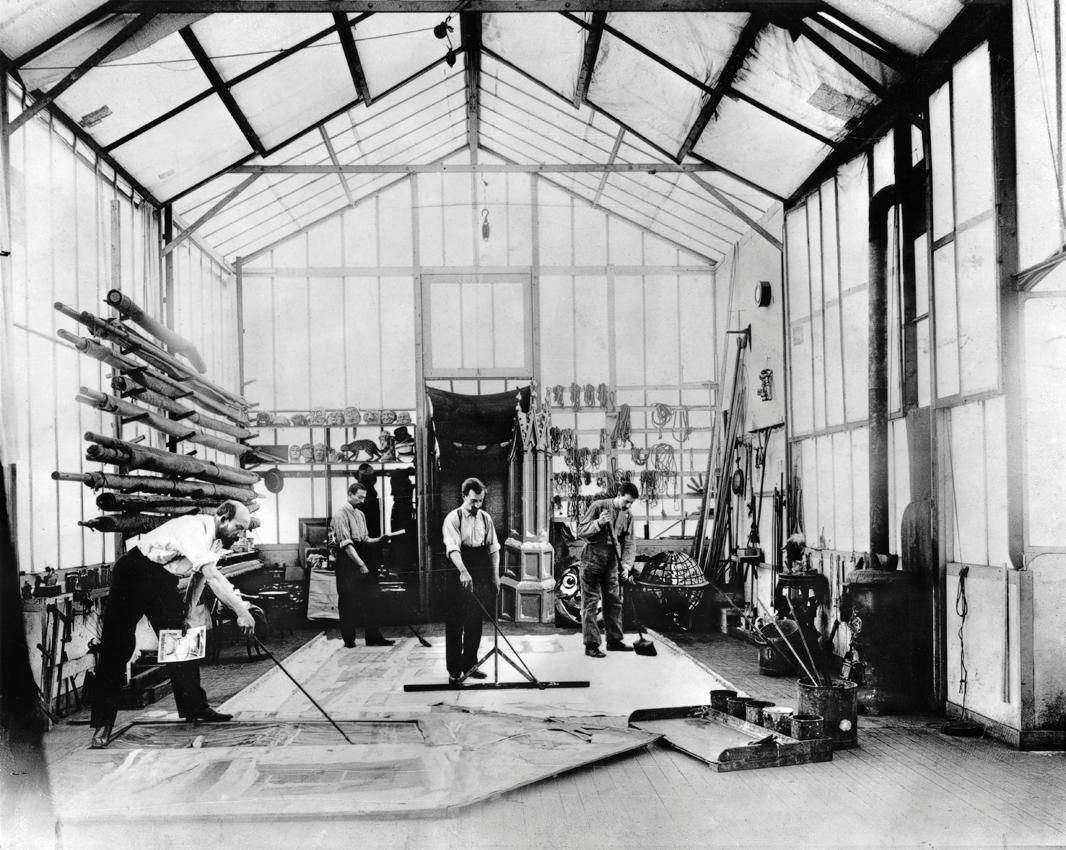
Melies (vlevo) ve filmovém studiu v Montreuil

Důležitou součástí jeho filmů je příběh. To je další fakt, kterým se liší od Lumièrů. Bratři Lumièrové natáčeli především dokumentární šoty, kdežto on sám vkládal do svých filmů děj a zápletku, vyprávěl příběh. Produkoval také  adaptace knih a pohádek (např. 20000 mil pod mořem, Modrovous, Popelka, Cesta na Měsíc, Kleopatra). Herci byli amatéři rekrutovaní na ulici, umělci a tanečníci z hudebních divadel, stejně jako členové jeho studia. Ve svých filmech často sám vystupoval. Stal se producentem, režisérem, scenáristou, scénografem, mechanikem a hercem. 

### Stop trik
Je považován za zakladatele velice známého a ještě v dnešní době používaného triku, který je nazýván stop trik. Objevil ho zcela náhodou, když se mu při natáčení dění na ulici zasekla filmová kamera a film se tak v kameře zastavil. Po chvíli se kamera opět rozjela, ale mezi tím se dění na ulici změnilo. Změnilo se rozestavení automobilů i kolemjdoucích lidí. Když si potom natočený film pustil, zjistil, že jeden vůz se přeměnil v jiný a proměnili se i kolemjdoucí lidé.
Tím vznikl stop trik, který výrazně rozšířil možnosti tehdejší kinematografie. Díky tomuto objevu mohl například přeměnit nějakého člověka v jiného nebo někoho či něco nechat úplně zmizet ze scény.
V očích dnešního diváka tento trik již nezpůsobuje takový údiv, ale v začátcích kinematografie byli diváci nadšeni.
V jeho odkazu pokračoval český režisér Karel Zeman.

## Filmografie (neúplná)
- 1896 – Escamotage d'une dame chez Robert-Houdin
- 1896 – Une partie de cartes
- 1896 – Séance de prestidigitation
- 1896 – Le Manoir du diable
- 1896 – Défense d’afficher
- 1898 – Pygmalion et Galathée
- 1898 – Les Rayons Röntgen
- 1898 – Illusions fantasmagoriques
- 1899 – L'affaire Dreyfus (220 m)
- 1900 – Coppelia : La Poupée animée
- 1901 – Barbe-bleue
- 1901 – Le Petit Chaperon rouge (160 m)
- 1902 – Le courronnement du roi Edouard VI
- 1902 – Cesta na Měsíc (Le voyage dans la lune)
- 1904 – Cesta do nemožna (Le voyage á travers l’impossible)
- 1905 – La Légende de Rip Van Winkle
- 1906 – Les quatre cents farces du diable
- 1908 – Le locataire diabolique
- 1911 – Le aventures de Baron du Munchhausen (235 m)
- 1912 – A la conquête du pôle (650 m)
- 1912 – Le chevalier des neiges
- 1912 – Le voyage de la Famille Bourichon (405 m)

## Georges Méliès ve filmu a divadle
Životní příběh Georgese Mélièse byl zpracován v mysteriózním dobrodružném filmu Hugo (česky: Hugo a jeho velký objev) z roku 2011. Režisérem filmu byl Martin Scorsese, postavu Georgese Mélièse ztvárnil britský herec Ben Kingsley.
Divadlo Drak uvedlo v roce 2013 jako poctu Georgesi Mélièsovi inscenaci pro děti Poslední trik Georgese Mélièse.